# Język lola
Język lola – język austronezyjski używany na wyspach Aru w prowincji Moluki w Indonezji. Według danych z 2011 roku posługuje się nim 900 osób, mieszkańców wysp Lola, Penambulai i Barakan.
Jego użytkownicy zamieszkują trzy wsie: Lola, Warabal i Jambuair (Jambu Air).
W użyciu jest też malajski amboński.